# 南極座υ
南極座υ，又名CP-86 406，HD 211539、SAO 258932、HR 8505，是南極座的一颗恒星，视星等为5.77，位于銀經305.61，銀緯-30.41，其B1900.0坐标为赤經22h 12m 35.4s，赤緯-86° -30.41′ 34″。